# سان کریستبال د بئدو
سان کریستبال د بئدو (به اسپانیایی: San Cristóbal de Boedo) یک شهرستان در اسپانیا است که در استان پالنسیا واقع شده‌است.

## خصوصیات
سان کریستبال د بئدو ۱۰ کیلومترمربع مساحت و ۳۸ نفر جمعیت دارد.